# جون آدامز سينيور
جون آدامز سينيور (بالإنجليزية: John Adams, Sr.)‏ هو شماس وجابي ضرائب أمريكي، ولد في 8 فبراير 1690 في كوينسي في الولايات المتحدة، وتوفي بنفس المكان في 25 مايو 1761.